# School Judgment
School Judgment (学糾法廷, Gakkyū Hōtei) est un shōnen manga dessiné par Takeshi Obata et scénarisé par Enoki Nobuaki. Initialement prépubliée en ligne dans le Jump Live, la série est redessinée par Takeshi Obata et paraît dans le Weekly Shōnen Jump entre décembre 2014 et mai 2015 et publié par l'éditeur Shūeisha en 3 volumes reliés sortis entre mai 2015 et août 2015. La version française est éditée par Kana en 3 tomes sortis simultanément le 4 novembre 2016. 

## Synopsis
Dans un futur proche, pour enrayer les problèmes de persécutions et de châtiments corporels, le gouvernement japonais a introduit dans les programmes d'enseignement une heure de "tribunaux scolaires". L'histoire tourne autour d'Abaku Inugami, avocat dans les tribunaux scolaires. Mais un mystère tourne autour du passé d'Inugami... Et de l'effrayant procès du sang

## Personnages
Abaku Inugami (犬神暴狗, Inugami Abaku)
Il est le premier survivant du procès du sang.
Il s'agit d'un avocat de renom dans les procès scolaires, si bien qu'il fait partie des trois meilleurs avocats au monde. Il recherche constamment d'avoir le dernier mot par n'importe quel moyen ce qui le donne un air très insolent. De ce fait, il n'est, au début, pas très apprécié par ses camarades, mais il finit par se faire des amis.
Avant la tragédie du procès du sang, il était à l'école élémentaire S en classe 1re2. Il était, contrairement à sa personnalité actuelle, pleurnichard, peureux et avait du mal à aligner deux mots. Il passait beaucoup de temps avec Sarutobu qui, inversement à Inugami, débordait d'assurance. Il se faisait continuellement persécuter par Kijima bien qu'il considère celle-ci comme une amie . Après que toute sa classe fut massacrée sous ses yeux le jour du procès du sang  (excepté Sarutobu, Kijima et Tento qui était malade ce jour-là), il perdit la mémoire, sous le choc, tout ce qui s'était passé ce jour-là. Il ne la retrouvera que quand Kijima lui parlera de ses souvenirs. Il est très proche de Tento dont il fait son assistant. Après le procès du sang, il est envoyé à une école secrète sur une ile nommée Onigashima où il est formé à devenir avocat.

## Genèse de l'œuvre
School Judgment est à l'origine un manga dessiné et scénarisé par Enoki Nobuaki, prépublié en ligne dans le Jump Live. Takeshi Obata repère la série, la redessine et la prépublie dans le Weekly Shōnen Jump entre décembre 2014 et mai 2015.

## Liste des volumes
| no | Japonais       | Japonais          | Français        | Français          |
| no | Date de sortie | ISBN              | Date de sortie  | ISBN              |
| --- | -------------- | ----------------- | --------------- | ----------------- |
| 1 | 1er mai 2015   | 978-4-08-880415-6 | 4 novembre 2016 | 978-2-5050-6661-3 |
| Liste des chapitres : - Histoire 1 : On a retrouvé le corps de Suzuki découpé en morceaux - Histoire 2 : On a retrouvé le corps de Suzuki découpé en morceaux (2e partie) - Histoire 3 : Un voyeur a pris des photos de notre idole, Airi Takanashi, à son insu - Histoire 4 : Un voyeur a pris des photos de notre idole, Airi Takanashi, à son insu (2e partie) - Histoire 5 : L'affaire des antisèches de Shûichi Higashide - Histoire 6 : L'affaire des antisèches de Shûichi Higashide (2e partie) - Histoire 7 : Attention à la poudre magique                         |                |                   |                 |                   |
| 2 | 3 juillet 2015 | 978-4-08-880430-9 | 4 novembre 2016 | 978-2-5050-6662-0 |
| Liste des chapitres : - Histoire 8 : Attention à la poudre magique (2e partie) - Histoire 9 : Attention à la poudre magique (3e partie) - Histoire 10 : Les retrouvailles d'Inugami et Sarutobi - Histoire 11 : Procès civil (1re partie) : Les hypothèses - Histoire 12 : Procès civil (2e partie) : Au tribunal - Histoire 13 : Procès civil (3e partie) : L'escalier de la vérité - Histoire 14 : Le démon qui vit à 5m sous l'eau (1re partie) - Histoire 15 : Le démon qui vit à 5m sous l'eau (2e partie) - Histoire 16 : Le démon qui vit à 5m sous l'eau (3e partie) |                |                   |                 |                   |
| 3 | 4 août 2015    | 978-4-08-880466-8 | 4 novembre 2016 | 978-2-5050-6663-7 |
| Liste des chapitres : - Histoire 17 : Le début de la fin - Histoire 18 : Kijima se dresse contre Inugami - Histoire 19 : Je n'ai pas peur - Histoire 20 : La clé - Histoire 21 : L'endroit où vit le démon - Dernière Histoire : Le tout premier procès - Bonus 1 : 1re partie : "affaire judiciaire" - Bonus 2 : 2e partie : "à la Cour" |                |                   |                 |                   |

## Accueil critique
En France, pour Le Monde.fr, « cette histoire en trois volumes où s'égrènent plusieurs petites enquêtes sur une intrigue plus grande – le passé d’Abaku –, rappelle à la fois Détective Conan pour son côté policier et Battle Royale dans son aspect moral [...] Comme à son habitude, le mangaka prête un coup de crayon précis, soigné et dynamique à un scénario plutôt surprenant ». Selon MCM.fr, « le nouveau manga de Takeshi Obata en collaboration avec Nabuaki Enoki vaut le coup. Il est prenant de par son scénario rythmé mais aussi grâce à des personnages travaillés aussi bien dans leur écriture que dans leur design ». Pour Coyote magazine, l'univers de l'œuvre rappelle PCP, manga fictif dans Bakuman., et la série de jeux vidéo Ace Attorney. « Le plaisir pris par Obata durant cette bouffée d'air frais, se ressent sur son dessin tout en rondeur, parfaitement adapté aux plus jeunes ».